# Financement des partis politiques au Canada
Le financement des partis politiques au Canada est encadré par la Loi électorale du Canada, qui repose sur des principes de transparence, d'équité et d'accessibilité. 
La législation canadienne en matière de financement électoral plafonne les contributions apportées aux partis politiques et aux candidats. En 2025, les contributions individuelles seront plafonnées annuellement à 1750 $ pour chaque parti politique et à 1750 $, au total, pour l’ensemble des associations de circonscription enregistrées, des candidats à l’investiture et des candidats de chaque parti. De plus, les donateurs peuvent apporter une contribution maximale totale de 1750 $ à l’ensemble des candidats à la direction. 
Ces plafonds augmentent de 25 $ chaque année.
Chaque province du Canada a sa propre législation en matière de financement politique provinciale et municipale. Cependant, tous offrent des crédits d’impôt en cas de don. Toutes les provinces, à l’exception de l’Alberta et du Yukon, plafonnent légalement les dépenses électorales. Au Québec, depuis l'immense scandale de corruption Charboneau, les règles ont été significativement améliorées.

## Historique

### Avant 1970
En 1874, l'Acte des élections fédérales adopté par le gouvernement libéral de l'époque exige que « les candidats et leurs agents (les partis politiques ne seront reconnus comme des entités juridiques qu'un siècle plus tard) divulguent la manière dont ils dépensent leurs fonds. Mais ces dépenses ne sont pas limitées, la divulgation des contributions n'est pas obligatoire et personne n'est chargé d'administrer et d'appliquer la loi».
En 1908, les entreprises se voient interdire toute contribution à une campagne.
En 1920, il devient obligatoire pour les candidats de révéler les noms des donateurs et le montant de leurs contributions. Toutefois, « en l'absence d'un organisme de surveillance, la loi a peu d'effet et les entreprises continuent de donner généreusement aux partis susceptibles de les favoriser».

### Loi sur les dépenses d'élection (1974)
Le projet de loi C-203 dite Loi sur les dépenses d'élection sanctionnée le 14 janvier 1974, oblige les partis à limiter leurs dépenses électorales et à déclarer leurs sources de contributions et, d'autre part, les rend admissibles au remboursement d'une partie de leurs dépenses électorales,:
- Le candidat doit avoir obtenu au moins 15 % des voix et se conformer à la Loi électorale ;
- Dans ce cas il a droit à un montant maximal fixé à 0,06 $ (plus les frais d'affranchissement postal d'un courrier de première classe) par électeur inscrit dans sa circonscription ainsi qu'un supplément (plafonné à 500 $) de 0,02 $ par électeur inscrit ;
- Le montant ne peut excéder les dépenses réelles réalisées par le candidat.

Les dépenses réalisées par des tiers ou non autorisées par un candidat ou parti enregistré sont proscrites pendant les campagnes électorales. Finalement la réduction d'impôt sur le revenu est amendée,.

### Au XXIesiècle

#### Refonte de la loi électorale (2000)
Le projet de loi C-2, qui connaîtra de nombreux amendements, réintroduit des mesures pour limiter les dépenses des tiers, dont l'impact, sous forme de publicité, peut jouer un rôle déterminant lors d'une élection. Le projet de loi C-2 fait suite au projet de loi C-83, déposé le 7 juin 1999 mais mort au feuilleton quand le Parlement fut prorogé en septembre 1999. La nouvelle loi remplace celle adoptée en 1970.
La publicité électorale y est définie comme étant la « Diffusion, sur un support quelconque au cours de la période électorale, d'un message publicitaire favorisant ou contrecarrant un parti enregistré ou l'élection d'un candidat, notamment par une prise de position sur une question à laquelle est associé un parti enregistré ou un candidat »,. 
Les dépenses des tiers – que la Loi électorale du Canada définit comme « une personne ou un groupe, à l'exception d'un candidat, d'un parti enregistré et d'une association de circonscription d'un parti enregistré » – sont limitées à 150 000 $ pour l'ensemble du Canada et à 3 000 $ dans une circonscription,. 
Cette disposition est contestée par Stephen Harper, au nom de la Coalition nationale des citoyens. L'affaire Harper c. Canada (Procureur général) va jusqu'en Cour suprême qui, dans son jugement rendu en 2004, maintient la validité d'un plafond de dépenses électorales, estimant que cette disposition vise à « faire en sorte que ceux qui souhaitent participer au débat électoral puissent le faire à armes égales, permettant ainsi aux électeurs d’être mieux informés ».

#### Réforme de 2003
Le 11 juin 2003, le Parlement adopte le projet de loi C-24, Loi modifiant la Loi électorale du Canada et la Loi de l'impôt sur le revenu (financement politique), considérée comme la plus importante réforme du financement politique depuis la Loi sur les dépenses d'élection de 1974. Cette loi, qui prend effet au 1er janvier 2004, impose des contraintes de transparence rigoureuse quant au financement des partis et oblige à remettre chaque année un rapport détaillé contenant les noms et adresses de tous les dons reçus. Il est ainsi possible de voir sur une carte interactive la provenance de tous les dons de plus de 200 $ effectués par 567 706 donateurs sur la période 2007-2010, avec indication du montant et du parti bénéficiaire.
En contrepartie de ces exigences de transparence, les partis ont accès à trois sources de financement :
1. les partis reçoivent une allocation annuelle de 1,75 $, ajustable en fonction de l'inflation[note 2], pour chaque vote obtenu à la dernière élection générale. Pour être admissible, un parti doit avoir obtenu au moins 2 % de tous les votes à l'échelle nationale ou 5 % des votes dans les circonscriptions où il présentait des candidats[2],[16];
2. les contributions privées, d'abord plafonnées à 5 000 $, sont déductibles d'impôt jusqu'à un maximum de 75 %, ce qui est une forme indirecte de financement public : en 2009, on estimait à 20 000 000 $ le coût pour le trésor public de ces crédits d'impôt[17];
3. les partis obtiennent un remboursement de 50 %[note 3] de leurs dépenses électorales[19], alors qu'il n'était que de 22,50 % auparavant[2].

En 2004, un amendement à la loi électorale définit un parti comme « une organisation dont l'un des objectifs essentiels consiste à participer aux affaires publiques en soutenant la candidature et en appuyant l'élection d'un ou de plusieurs de ses membres ». Pour être reconnu, un parti doit avoir en tout temps un chef et trois autres dirigeants et au moins 250 membres. Il doit aussi soumettre une liste à jour de ses membres et présenter chaque année un énoncé de son objectif essentiel. Tout manquement à ces conditions risque d'entraîner la radiation.

#### Depuis 2006
En 2006, le plafond des contributions privées est réduit à 1 000 $, par année civile, ajustable en fonction de l'inflation. En 2012, ce plafond est de 1 200 $ par an, par parti politique enregistré, par candidat à l'investiture, par candidat aux élections et par candidat à la direction d'un parti. Ces contributions sont subventionnées par des crédits d'impôt dégressifs allant de 75 % à 50 % du montant. En outre, il est désormais interdit aux personnes morales, aux syndicats et aux associations de faire des contributions politiques.
En 2015, le plafond des contributions privées est ajusté à 1 500 $, par année civile, ajustable en fonction de l'inflation. De plus, il est prévu dans la loi que le plafond augmente de 25 $ par année. En 2019, ce plafond est de 1 600 $ par an, par parti politique enregistré, par candidat à l'investiture, par candidat aux élections et par candidat à la direction d'un parti.

## Débats

### Controverse sur les allocations par électeur
L'introduction en janvier 2004 d'une allocation de 1,75 $ par vote recueilli est loin de faire l'unanimité. Certains estiment que ce système pourrait amener à un désengagement par rapport aux partis et favoriser excessivement des partis marginaux. 
En novembre 2008, alors que Stephen Harper venait à peine d'être élu, l'annonce de l'élimination prochaine de cette allocation entraîne une coalition des partis d'opposition, qui menace de faire tomber le gouvernement. La mesure sera réintroduite lorsque le Parti conservateur deviendra majoritaire au Parlement, en 2011. La volonté d'éliminer cette allocation repose sur une raison de principe : « aucun Canadien ne devrait être forcé de faire un don à un parti dont les politiques ne sont pas conformes à ses intérêts ou dont il ne partage pas la philosophie». 
De leur côté, les partisans de l'allocation font valoir que ce système est en vigueur dans plusieurs pays démocratiques et que son élimination favoriserait en fait les partis comptant des membres assez riches pour contribuer financièrement et pouvoir attendre un crédit d'impôt. Le Parti conservateur aurait ainsi reçu, en 2008, plus de 50 % des fonds publics redistribués sous forme de crédits d'impôt aux donateurs, alors qu'il ne recueillait que 38 % du vote. 
Malgré l'opposition de tous les autres partis, l'élimination graduelle de cette allocation est votée avec l'adoption de la loi C-13 en décembre 2011. Le montant accordé par vote commence à diminuer le 1er avril 2012
et est complètement éliminé après le 1er avril 2015,.